# Musica Enchiriadis

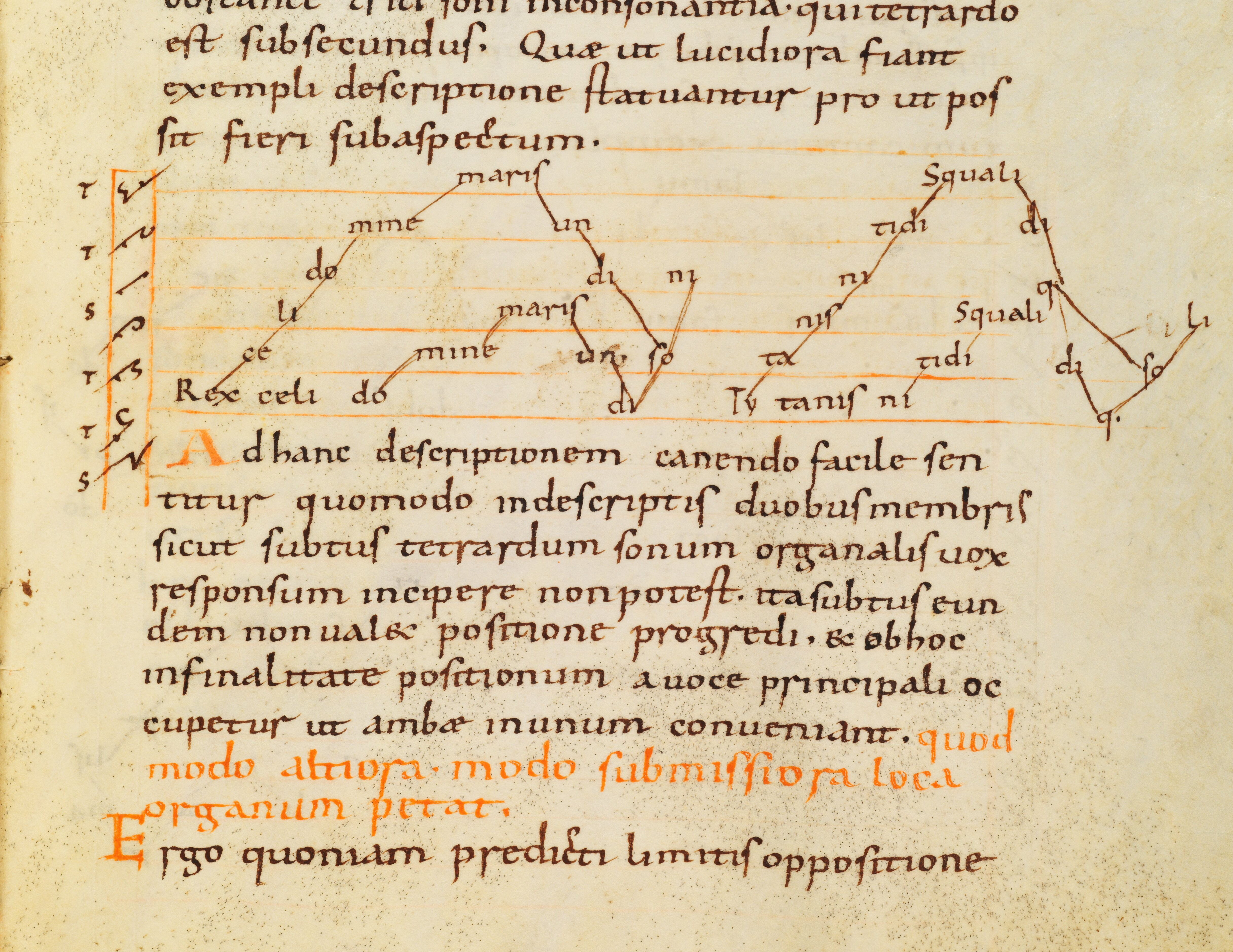
Ur Musica enchiriadis i Bamberg Staatsbibliothek.

Musica Enchiriadis är en lärobok i musik som skrevs någon gång mellan 850 och 900. Boken är den första i sitt slag och presenterar olika modus eller kyrkotonarter. Enchiriadis är ett av de tidigaste försöken att systematisera tonarter.
Boken använder daseia-systemet, som härstammade från Bysans. Enchiriadis kom att bli en viktig faktor för utvecklingen av den flerstämmiga sången.
Vid den här tiden förekom många kontakter mellan frankerkungarna och det östromerska riket. På så sätt är Enchiriadis ett exempel på utvecklingen inom den karolingiska renässansen som växte fram i kretsen kring Karl den store och biskopen Alcuin. 
Enchiriadis ger exempel på organum i ett tidigt skede och förutsätter att den flerstämmiga sången är känd. Skalorna i boken är uppdelade i tetrakord, men inte i rena oktaver, något som fastslogs senare, av Guido från Arezzo. 